# Municipio de Torsby
Torsby (en sueco: Torsby kommun) es un municipio de la provincia de Värmland, en el suroeste de Suecia. Su sede se encuentra en la localidad de Torsby. El municipio actual se creó en 1974 cuando la ciudad de Torsby se fusionó con los municipios rurales de Östmark. En 1974 se incorporaron los municipios de Norra Ny y Finnskoga-Dalby. El nombre Torsby significa el pueblo de Thor.

## Localidades
Hay cuatro áreas urbanas (tätort) en el municipio:
| # | Tätort     | Población |
| - | ---------- | --------- |
| 1 | Torsby     | 4508      |
| 2 | Sysslebäck | 430       |
| 3 | Oleby      | 359       |
| 4 | Stöllet    | 216       |

## Ciudades hermanas
Torsby esta hermanado o tiene tratado de cooperación con:
- Bømlo, Noruega
- Skjern, Dinamarca
- Rautalampi, Finlandia
- Pernå, Finlandia
- Grosskrotzenburg, Alemania
- Isla de Pascua, Chile